# رافاييل باريت
رافاييل باريت (بالإسبانية: Rafael Barrett) (و. 1876 – 1910 م) هو كاتب، ومترجم، وصحفي من إسبانيا، وباراغواي، ولد في توريلافيجا، توفي عن عمر يناهز 34 عاماً.